# فن ميتافيزيقي

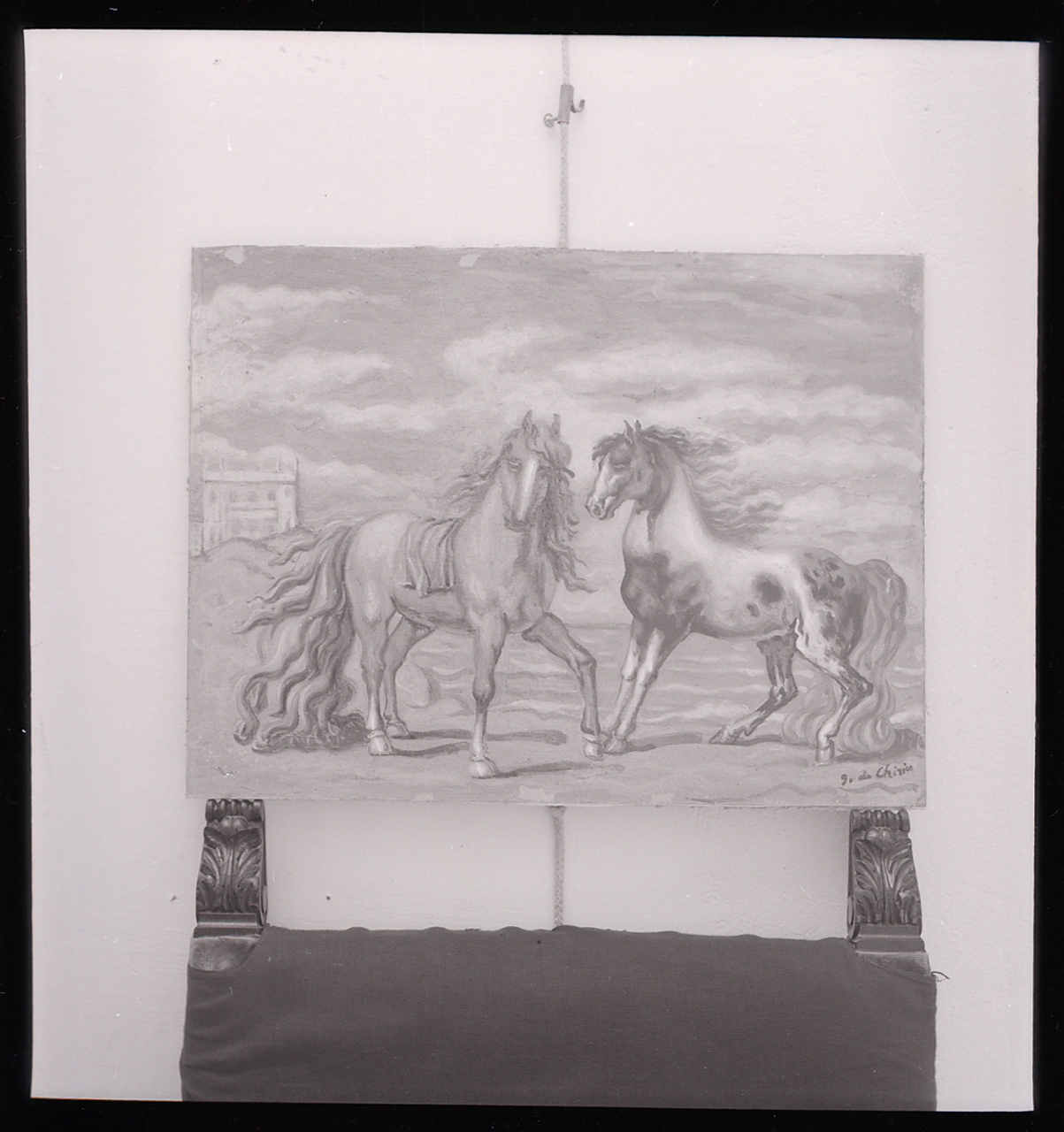
خيل، جورجيو دي شيريكو

الفن الميتافيزيقي (بالإيطالية: metafisica Pittura)‏ هو اسم لحركة فنية إيطالية أنشأتها جورجيو دي شيريكو. كانت لوحاته أشبه بأحلام من المربعات تمثل مدناً إيطالية نموذجية، فضلاً عن دمج الأشياء ممثلاً عالماً يعمل مباشرة مع معظم العقل الباطن، وراء الواقع المادي، ومن هنا جاءت تسميته. قدمت الحركة الميتافيزيقية زخما كبيرا في تطوير دادا والسريالية.